# Bratenahl
Bratenahl és una vila dels Estats Units a l'estat d'Ohio. Segons el cens del 2000 tenia 1.337 habitants.

## Demografia
Segons el cens del 2000, Bratenahl tenia 1.337 habitants, 711 habitatges, i 363 famílies. La densitat de població era de 501,2 habitants/km².
Dels 711 habitatges en un 11,8% hi vivien nens de menys de 18 anys, en un 43,7% hi vivien parelles casades, en un 5,5% dones solteres, i en un 48,9% no eren unitats familiars. En el 40,9% dels habitatges hi vivien persones soles el 15,9% de les quals corresponia a persones de 65 anys o més que vivien soles. El nombre mitjà de persones vivint en cada habitatge era d'1,87 i el nombre mitjà de persones que vivien en cada família era de 2,5.
Per edats la població es repartia de la següent manera: un 11,4% tenia menys de 18 anys, un 3,4% entre 18 i 24, un 21,8% entre 25 i 44, un 36,2% de 45 a 60 i un 27,2% 65 anys o més.
L'edat mediana era de 51 anys. Per cada 100 dones de 18 o més anys hi havia 90,8 homes.
La renda mediana per habitatge era de 76.028 $ i la renda mediana per família de 104.987 $. Els homes tenien una renda mediana de 61.250 $ mentre que les dones 46.563 $. La renda per capita de la població era de 72.757 $. Aproximadament l'1,6% de les famílies i el 4,3% de la població estaven per davall del llindar de pobresa.

## Poblacions properes
El següent diagrama mostra les poblacions més properes.